# Lom (ort i Tjeckien, Södra Böhmen, lat 49,36, long 14,63)
Lom är en ort i Tjeckien.   Den ligger i regionen Södra Böhmen, i den centrala delen av landet, 80 km söder om huvudstaden Prag. Lom ligger 466 meter över havet och antalet invånare är 137.
Terrängen runt Lom är platt, och sluttar österut. Runt Lom är det ganska glesbefolkat, med 43 invånare per kvadratkilometer. Närmaste större samhälle är Tábor, 6,1 km norr om Lom. Trakten runt Lom består till största delen av jordbruksmark.